# ジェイソン・ベッカー
ジェイソン・ベッカー（Jason Becker、1969年7月22日 - ）は、主にヘヴィメタルの分野で活動しているギタリスト、作曲家。現在は筋萎縮性側索硬化症の闘病生活をしながら、音楽活動をしている。

## 来歴

### カコフォニー時代
5歳の頃からギターに親しみ、クラシック・ギタリストの父やブルース・ギタリストの叔父から奏法を教わった。また、14歳の頃にはデヴィッド・クリーマー（マイルス・デイヴィスのアルバム『オン・ザ・コーナー』に参加したギタリスト）のレッスンを受けたこともある。17歳の時にシュラプネル・レコーズの社長のマイク・ヴァーニーにデモテープを送る。この時ヴァーニーはそのギターの才能に惚れ込み、同時期に同じレーベルで活動していたマーティ・フリードマンにベッカーを紹介して参加させる。こうして結成されたのがカコフォニーであった。
そしてカコフォニーは1987年にデビューアルバム『スピード・メタル・シンフォニー』でデビューを飾る。アルバムは概ね好評であり、ジェイソン・ベッカーとマーティ・フリードマンのツインギターは話題となった。
1988年にはアルバム『パーペチュアル・バーン』でソロ・デビューし、速弾きブームが過熱していた当時のシーンに一石を投じた。クラシック音楽を基にした音楽性ではあるが、"Air"では対位法を用いるなど、他の速弾きギタリストとは一線を画したプレイを披露している。
この時来日公演を果たしている。埼玉県・川口市にあったMONSTER PRODUCTIONSが招聘元で、同社が運営していたライブハウスでの公演である。
この模様はテレビ埼玉SSCという番組で放送されている。
翌年、再来日しJasonはモンスターに出演しているバンドとのソロ公演も行なっている。ジェフベックのカバーを中心に演奏し、やはりテレビ埼玉で収録・放送されている。
この時愛用していたギターはCARVINと言う、アメリカ・サンディエゴにあるギターメーカーであった。
ジェイソンやマーティーがきっかけとなり、CARVINの輸入元はモンスタートレーディングとなっていた。
同年、カコフォニーは2ndアルバム『ゴー・オフ』を発表するが、その後バンドは解散。
解散後、元ヴァン・ヘイレンのデイヴィッド・リー・ロスのバンドに参加する事になり、これからの活動が期待された。

### 闘病
1990年、アルバム『ア・リトル・エイント・イナフ』レコーディング中に左手足に脱力感を持ち、それが悪化していく。アルバムは完成したものの、ライブには参加できずにバンドを去る。その症状は筋萎縮性側索硬化症によるものと判明。この時、多くの有名なミュージシャンらが治療費などを集めるためにベネフィット・コンサートを開いたものの症状の悪化は避けられず、表舞台からは次第に遠のいていった。
1995年に病に侵されながらも2ndアルバム『パースペクティヴ〜永遠の情景〜』を完成させる。あまりギターを弾けない状態であった為、同アルバムのハイライト曲の1つ"エンド・オヴ・ザ・ビギニング"において、マイケル・リー・ファーキンスが代わって演奏するという異例のパターンで製作された。また、ベッカーは1991年頃よりスティーヴ・ペリーと親交を深めており、『パースペクティヴ〜永遠の情景〜』にはペリーの参加した曲も収録された。

### 現在
その後も病状は進行し続け、1997年に呼吸・嚥下・発声能力を喪失し、気管切開して体外人工呼吸器、気管カニューレ、胃瘻経管による生命維持治療を開始し、『パースペクティヴ〜永遠の情景〜』発表時には可能だった会話も、眼球の動きを用いたサインによる意思表示で意思疎通状態している。
1999年と2003年には、未発表曲を集めたアルバムが発表された。また、シュラプネル・レコーズに在籍していた頃からの盟友や、彼を尊敬するミュージシャン達によるトリビュート・アルバムが製作された。2008年11月、シュラプネル・レコーズより、カコフォニー、ソロ、デイヴィッド・リー・ロス時代の曲を収録したベスト盤、『コレクション』を発表。同アルバムには新曲が3曲収録されており、ギターソロで、マーティ・フリードマン、スティーヴ・ヴァイ、ジョー・サトリアーニ、グレッグ・ハウらが参加している。沖縄出身の日本人音楽プロデューサー・作編曲家の仲間将太もオーケストレーションとオーケストラ録音監督として参加。
2014年、セイモア・ダンカンからベイカーのシグネイチャー・ピックアップ「パーペチュアル・バーン」が発売された。
2018年12月7日に『Triumphant Hearts』をリリース。ゲストとしてマイケル・リー・ファーキンス、スティーヴ・ヴァイ、ジョー・ボナマッサ、ポール・ギルバート、ニール・ショーン、Mattias IA Eklundh、マーティ・フリードマン、グレッグ・ハウ、ジェフ・ルーミス、リッチー・コッツェン、ガス・G、スティーヴ・ハンター、ベン・ウッズ、ジョー・サトリアーニ、トレヴァー・ラビン、スティーヴ・モーズ、クリス・ブロデリック、ジェイク・シマブクロらが参加する。

## ドキュメンタリー映画
2012年3月、『Jason Becker: Not Dead Yet』と題されたドキュメンタリー映画が公開された。この映画はベッカー本人や家族、友人、関連するミュージシャンへのインタヴューを含む、彼の生い立ちから現在までを網羅したバイオグラフィーである。同映画はDVD化もされ地元の映画祭で賞を取るなど一定の評価を得た。2014年11月8日には、『ジェイソン・ベッカー NOT DEAD YET〜不死身の天才ギタリスト〜』というタイトルで日本公開された。

## ディスコグラフィ

### ジェイソン・ベッカー
- パーペチュアル・バーン Perpetual Burn (1988)
- パースペクティヴ〜永遠の情景〜 Perspective (1995)
- ザ・ラズベリー・ジャムズ The Raspberry Jams (1999)
- ザ・ブラックベリー・ジャムズ The Blackberry Jams (2003)
- コレクション Collection (2008)（日本未発表）
- Triumphant Hearts (2018)

### カコフォニー
- スピード・メタル・シンフォニー Speed Metal Symphony (1987)
- ゴー・オフ Go Off! (1988)

### デイヴィッド・リー・ロス
- ア・リトル・エイント・イナフ A Little Ain't Enough (1991)